# هيئة الموارد البشرية (أبو ظبي)
هيئة الموارد البشرية هي هيئة سابقة في إمارة أبوظبي كانت تعمل على تطوير أنظمة الخدمة المدنية ورفع مستوى الكفاءة الإنتاجية عند الجهات الحكومية وعلى تحقيق العدالة في المعاملة بين الموظفين. تم إنشاء الدائرة بموجب القانون رقم 7 لسنة 2015.
في 28 سيبتمبر 2023 أصدر الشيخ محمد بن زايد بصفته حاكم إمارة أبوظبي مرسوما بدمج الهيئة مع عدة جهات حكومية (دائرة الإسناد الحكومي وهيئة الموارد البشرية وأكاديمية أبوظبي الحكومية وهيئة أبوظبي الرقمية، بالإضافة إلى مركز الإحصاء) لتأسيس دائرة التمكين الحكومي بموجب قانون استراتيجي جديد لإعادة تنظيم وهيكلة بعض الجهات الحكومية.

## الخدمات
من أهم الخدمات التي تقدمها الهيئة:

خدمة تقدمها الهيئة لدعم الجهات الاتحادية بالرد على استفساراتهم وملاحظاتهم الخاصة بالربط مع الجهات عبر ناقل الخدمات المؤسسية، واستلام طلبات الدعم الفني الخاصة بناقل الخدمات المؤسسية

الخدمة معنية بإيجاد الحلول القانونية للإشكاليات التي تصادف التطبيق العملي لقانون الموارد البشرية ولائحته التنفيذية واللوائح والقرارات المكملة له

خدمة لدعم الاستفسارات المتعلقة بمنصة جاهز بشأن الدورات التدريبية، وتوفير الدعم الفني.

خدمة طلب التدريب على تشريعات ونظم الموارد البشرية، وتقديم ورش عمل توعوية لإدارات الموارد البشرية في الوزارات والجهات الاتحادية تتعلق بالمواضيع الخاصة بنظم الموارد البشرية الصادرة من الهيئة مثل: (نظام إدارة الأداء، نظام التدريب والتطوير، نظام تقييم وتوصيف الوظائف، بوابة التعلّم الإلكتروني، التخطيط الاستراتيجي للقوى العاملة)

خدمة تقدمها الهيئة لكافة الجهات الاتحادية والمحلية في الدولة، والقطاع الخاص بالإضافة إلى الجهات والشركات العالمية لهدف الاطلاع على أفضل ممارسات الهيئة الاتحادية للموارد البشرية الحكومية وخبراتها.

البت في الاعتراضات المقدمة من موظفي الحكومية الاتحادية على قرارات لجان التظلم في جهات عملهم

مراجعة الأوصاف الوظيفية وفقاً لنظام الدرجات والمؤهلات المعتمد

مراجعة الهياكل التنظيمية ما دون الإدارات “الأقسام” واعتمادها من اللجنة الاتحادية لتقييم وتوصيف الوظائف

مساعدة موظفي الحكومة الاتحادية على التعلم المستمر، وتطوير معارفهم ومهاراتهم وقدراتهم، وتمكينهم من مواكبة متطلبات واحتياجات سوق العمل العالمي، التي تتسم بالتغير المتسارع، وذلك من خلال ضمان حصولهم على تدريب إلكتروني موثوق الجودة، في أي وقت، ومن أي مكان في العالم

هذه الخدمة مقدمة لشركات التدريب الراغبة بالانضمام لمبادرة شركاء المفضلين في الحكومة الاتحادية “معارف”

تقديم الدعم الفني لمستخدمي منصة بنك المهارات الحكومية والإجابة على استفساراتهم

## روابط خارجية
الموقع الرسمي للهيئة الاتحادية للموارد البشرية الحكومية

## وصلات خارجية
- الموقع الرسمي لدائرة الخدمة المدنية